# مات برينان (لاعب كرة قدم)
مات برينان (بالإنجليزية: Matt Brennan)‏ هو لاعب كرة قدم بريطاني في مركز الهجوم، ولد في 3 يناير 1943 في غلاسكو في المملكة المتحدة. لعب مع نادي لوتون تاون.